# Neue Kino-Rundschau
Die Neue Kino-Rundschau war eine österreichische Wochenzeitung, die zwischen 1917 und 1921 in Wien erschien. Sie führte den Nebentitel Offizielles Organ des Reichsverbandes der Kinematographenbesitzer in Oesterreich.